# Vendangeoir d'Orgeval
Le vendangeoir est un vendangeoir situé à Orgeval, en France.

## Localisation
Le vendangeoir est situé sur la commune d'Orgeval, dans le département de l'Aisne.

## Historique
Le monument est inscrit au titre des monuments historiques en 2003.